# Aparição de Cristo a Maria Madalena (Francisco Henriques)
Aparição de Cristo a Maria Madalena  é uma pintura a óleo sobre madeira pintada cerca de 1508-11 pelo pintor de origem flamenga Francisco Henriques, activo em Portugal no período do Manuelino. Foi criada para a Igreja de São Francisco (Évora) e encontra-se actualmente no Museu Nacional de Arte Antiga, em Lisboa.
A Igreja de S. Francisco pertencia ao Convento franciscano de Évora, mas servia o Palácio Real que lhe estava adjacente. Foi compreensível que a família real a quisesse dignificar, dado que nela assistia a celebrações litúrgicas quando estava nesta cidade, o que foi frequente durante a segunda dinastia portuguesa. E foi assim que, entre 1508 e 1512, Francisco Henriques se encarregou da decoração desta Igreja, que incluiu, para além do Políptico do Altar-mor, grandes painéis para as capelas laterais com diversas invocações. A pintura Aparição de Cristo a Maria Madalena estava integrada nessa campanha.
Aparição de Cristo a Maria Madalena representa o episódio bíblico de Noli me tangere narrado no Evangelho de João (João 20:16–18).

## Descrição
À frente do túmulo vazio que está entre rochas do lado esquerdo, Cristo surge a Maria Madalena. Cristo está de pé coberto por um manto vermelho e segura com a mão esquerda o estandarte da Ressurreição. Maria Madalena está semi-ajoelhada usando um vestido de corpete escuro cingido ao tronco, mangas azuis cujo remate é feito por elegantes punhos dourados, saia azul clara com o interior de tecido amarelo dourado, saiote preto e um véu branco esvoaçante a cobrir-lhe a cabeça aureolada. Segura na mão esquerda um frasco de perfumes que é um dos seus símbolos.
Em plano recuado, no alto da colina pedregosa, está representada a aparição de Cristo a São Pedro à entrada de uma gruta, episódio que se inclui nas séries das Cristofanias narrado por São Paulo que se lhe refere bem como a outros hipotéticos encontros com S. Tiago Menor. A aparição verifica-se numa gruta onde S. Pedro se refugiara depois da crucificação, sendo assim que Francisco Henriques a interpreta. A cena decorre numa paisagem acidentada em que predominam os tons verdes da vegetação e arvoredo, e o castanho das rochas.
O manto vermelho de Cristo e a diversidade de cores das vestes de Madalena animam-se em contraste com os tons pardos da paisagem que apesar da sua importância na composição se desenvolve de modo quase autónoma em relativamente às figuras. O pintor parece ter-se inspirado numa conhecida gravura de Martin Schongauer sobre o mesmo tema, Noli me tangere, mas resolveu alterar o fundo da paisagem acrescentando nele a imagem do túmulo vazio.
Desconhecendo-se a sua colocação na Igreja, a Aparição de Cristo a Maria Madalena era um dos painéis que decoravam as capelas laterais da Igreja de São Francisco de Évora juntamente com Nossa Senhora das Neves (MNAA), Nossa Senhora da Graça com o Menino entre Santa Julita e São Querito (MNAA), O Profeta Daniel Julgando a Casta Susana (Museu Regional de Évora), Pentecostes (MNAA) e São Cosme, São Tomé e São Damião (MNAA), todos eles marcados pela monumentalidade das figuras principais próximas do tamanho real.

## Apreciação
Para Reynaldo dos Santos, nota-se nos painéis das capelas laterais da Igreja de S. Francisco "a continuidade do estilo do artista, no carácter sumário do desenho, em que a mancha domina o traço, no modelado lombardo das carnes, em certos maneirismos das mãos, na técnica e no colorido. Mas a nova escala em que é levado a compor deu ao desenho uma nova largueza de fresco, e aos panejamentos maior amplitude de estilo". Pedro Dias concorda com o parecer de Reynaldo dos Santos referindo que "o colorido é já distinto, mostrando uma clara influência da tradição portuguesa, e um íntimo contacto com as obras da oficina régia de Jorge Afonso".